# أكسل باير
أكسل باير (بالألمانية: Axel Beyer)‏ (و. 1891 – القرن 20 م) هو دراج ألماني.

## روابط خارجية
- أكسل باير على موقع أرشيف الدراجات (الإنجليزية)